# Лоло (национальный лес)
Лоло (англ. Lolo National Forest) — национальный лес на западе штата Монтана, США. Был создан в 1906 году с площадью 4903,5 км². 16 декабря 1931 года лес был расширен путём вхождения в него части национального леса Миссула; последующие расширения территории осуществлялись в 1934 и 1954 годах. Современная площадь леса составляет 889 485 га. Штаб-квартира Лоло располагается в городе Миссула. Лес расположен к западу от континентального водораздела; самая высокая точка территории, гора Скапигот, составляет около 2800 м над уровнем моря.
Наиболее типичные виды деревьев: туя складчатая, лиственница, сосна белокорая, ель, пихта. На территории леса обитают 60 видов млекопитающих, 20 видов рыб и 300 видов птиц. Крупные млекопитающие включают гризли, барибала, снежную козу, толсторога, лося и чернохвостого оленя.

## Галерея

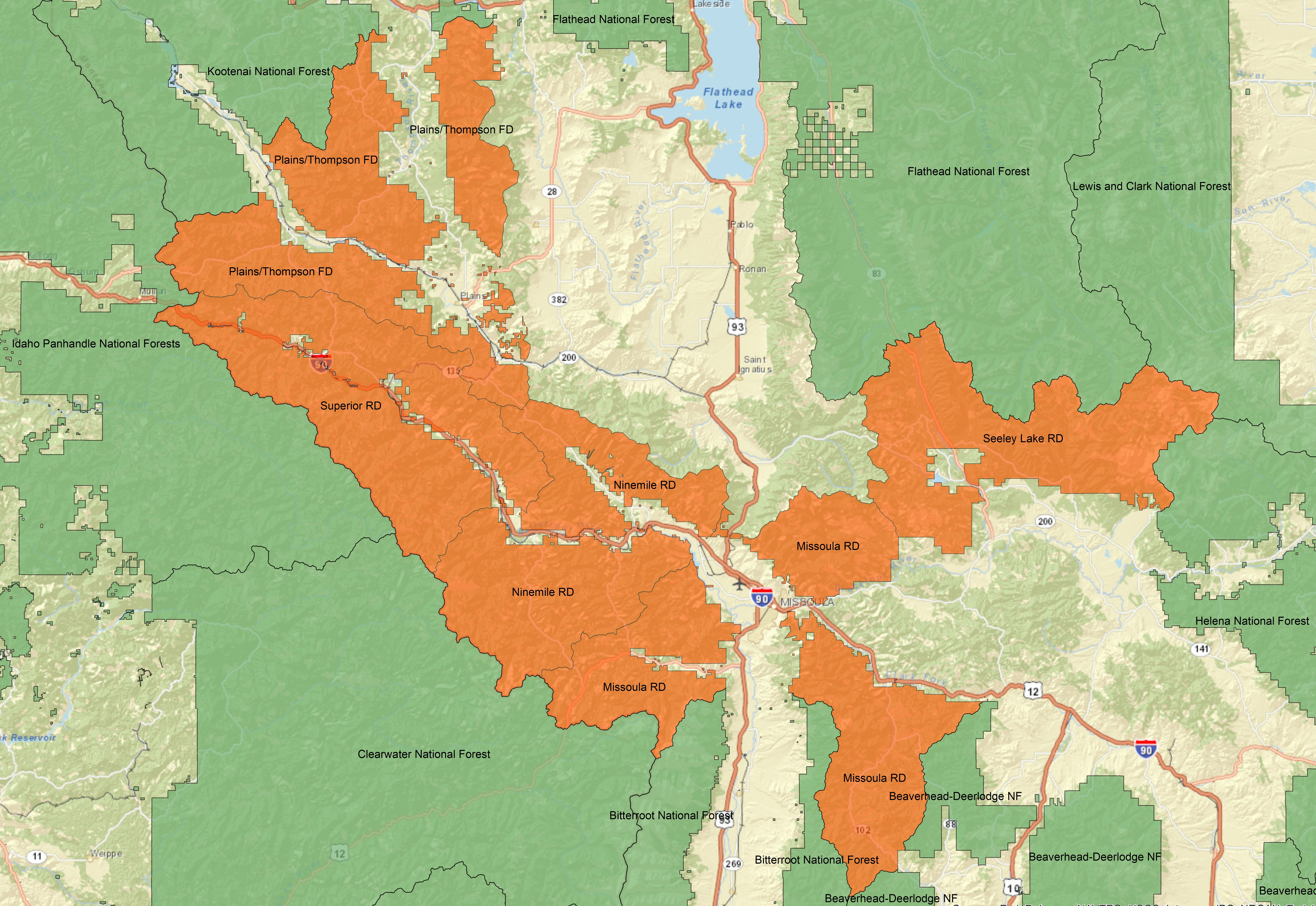
Схема национального леса Лоло